# HMS Atheling (D51)
Авіаносець «Ателінг» (англ. HMS Atheling (D51)) — ескортний авіаносець США часів Другої світової війни типу «Боуг» (2 група, тип «Ameer»/«Ruler»), переданий ВМС Великої Британії за програмою ленд-лізу.

## Історія створення
Авіаносець «Ателінг» був закладений 9 червня 1942 року на верфі «Seattle-Tacoma Shipbuilding Corporation» під назвою «USS Glacier (CVE-33)». Спущений на воду 7 вересня 1942 року. Переданий ВМС Великої Британії, вступив у стрій під назвою «Ателінг» 28 жовтня 1943 року.

## Історія служби
Після вступу у стрій у грудні 1943 року авіаносець «Ателінг» перейшов у Англію. Після підготовки авіагрупи авіаносець у лютому-березні 1944 року перейшов у Індійський океан, де увійшов до складу британського Східного флоту.
У червні 1944 року авіаносець брав участь у поході в Бенгальську затоку. У серпні-вересні того ж року здійснював перевезення літаків, надалі використовувався як навчальний авіаносець.
9 грудня 1946 року авіаносець «Ателінг» був повернутий США, де 7 лютого 1947 року був виключений зі списків флоту. 
26 листопада 1947 року корабель був проданий компанії «National Bulk Carriers» та переобладнаний на торгове судно, яке використовуватись під назвою «Roma».
У 1967 році корабель був розібраний на метал в Італії.